# Jahrestage (Film)
Jahrestage ist ein vierteiliger deutscher Fernsehfilm aus dem Jahr 2000 nach dem gleichnamigen Romanzyklus von Uwe Johnson.

## Handlung
Die in New York lebende Gesine Cresspahl erzählt im Zeitraum 1967–1968 ihrer elfjährigen Tochter Marie die Familiengeschichte. In Rückblenden beschreibt sie die Zeit in Deutschland vor und während des Nationalsozialismus sowie der frühen DDR. Dabei greift sie auch auf Ereignisse zurück, die vor ihrer Geburt stattfanden. Wichtige Station der Erzählung sind folgende Aspekte: In der Reichspogromnacht begeht Gesines Mutter Selbstmord, ihr Vater spioniert während des Krieges für die britische Armee und wird nach Kriegsende von den Sowjets mehrere Jahre im Lager Fünfeichen inhaftiert. Nach der Gründung der DDR werden Gesine und ihr Geliebter Jakob von der Stasi unter Druck gesetzt, weil sie bestimmte Aufträge nicht erfüllen wollen. Schließlich wandert Gesine in die BRD und dann in die USA aus.
Neben dem Rückblick in die Vergangenheit steht ein zweiter, in der Gegenwart angesiedelter Handlungsstrang, der nicht nur Gesines Arbeit bei einem großen Bankkonzern behandelt, für den sie einen Dollarkredit an die Dubček-Regierung in der damaligen Tschechoslowakei vermitteln soll, sondern auch die aktuelle Lage in den USA streift, welche die Bevölkerung bei den Themen Rassentrennung und Vietnam-Krieg in zwei politische Lager spaltet.

## Hintergrund
Ursprünglich war der Sendetermin auf den September 1999 festgelegt, die Dreharbeiten sollten am 9. September 1998 unter der Regie von Frank Beyer beginnen. Der Regisseur hatte seit Frühjahr 1996 im Auftrag des WDR an dem Projekt gearbeitet. Die Produktionsfirma Eikon trennte sich jedoch offiziell aus „unüberbrückbaren Differenzen“ kurz vor den Dreharbeiten von Beyer. Der Regisseur wiederum gab bekannt, er sei dazu aufgefordert worden, sich von seiner Hauptdarstellerin Julia Jäger sowie seiner langjährigen Regieassistentin Irene Weigel zu trennen. Nachdem er den Forderungen nicht nachgekommen war, entließ Eikon am 14. August, vier Wochen vor Drehbeginn, den künstlerischen Stab, während der WDR von einem freiwilligen Ausscheiden Beyers sprach. Trotz einer von Volker Schlöndorff initiierten Solidaritätserklärung für Beyer, der sich etwa zwei Dutzend Künstler anschlossen (István Szabó, Georg Stefan Troller, Michael Verhoeven, Marcel Ophüls, Peter Lilienthal, Egon Monk, Reinhard Hauff, Egon Günther, Manfred Krug, Volker Braun, Jutta Brückner, Ebbo Demant, Hans-Dieter Grabe, Barbara Junge und Winfried Junge, Wolfgang Kohlhaase, Fritz Lehner, Erich Loest, Kurt Maetzig, Wolfgang Menge, Helke Misselwitz, Ulrike Ottinger, Thomas Plenert und Klaus Poche), wurde Margarethe von Trotta mit der Regie beauftragt und Suzanne von Borsody für die weibliche Hauptrolle verpflichtet.
Der Film wurde zwischen dem 3. Juni 1999 und dem 24. Januar 2000 in den USA (New York, Long Island) sowie in Mecklenburg-Vorpommern (Usedom, Anklam, Güstrow), Niedersachsen und Alt-Kaster im Rheinland gedreht. In der ARD wurden die vier Teile am 14., 16., 21. und 22. November 2000 erstmals aufgeführt. Die Produktion kostete 16 Millionen Mark.

## Kritiken
„Der Regisseurin Margarethe von Trotta gelingt ein kleines TV-Wunder: Sie verwandelt Uwe Johnsons literarisch verschraubte Chronik ‚Jahrestage‘ in einen gefühlvollen Fernsehbilderbogen über deutsche Schicksale im Schatten von Krieg und Diktatur.“

## Auszeichnungen
- 2001: Auszeichnung für Filmkomponist Enjott Schneider auf dem Festival International de Programmes Audiovisuels in Biarritz, lobende Erwähnung für Margarethe von Trotta
- 2001: Nominierungen für den Adolf-Grimme-Preis in den Kategorien Bester Fernsehmehrteiler/Serie und Darsteller (Edgar Selge)
- 2001: Goldene Kamera für Suzanne von Borsody als beste Fernsehschauspielerin
- 2001: Deutscher Fernsehpreis für Matthias Habich als bester Hauptdarsteller, Nominierung für die Drehbuchautoren Christoph Busch und Peter Steinbach
- 2001: Nominierung für die International Emmy Awards als bestes Fernsehdrama